# Winston Maqutu
Winston Maqutu (Butha-Buthe, 11 december 1940) is een Lesothaans jurist en rechtsgeleerde. De eerste decennia van zijn loopbaan werkte hij als advocaat en gaf hij daarnaast van 1976 tot 1985 les aan de Universiteit van Lesotho. In 1993 werd hij benoemd tot rechter van het gerechtshof en vervolgens was hij van 2001 tot 2003 rechter van het Rwanda-tribunaal in Tanzania.

## Levensloop
Maqutu studeerde rechten aan de universiteiten van Botswana, Lesotho en Swaziland en behaalde in 1964 zijn eerste bachelorgraad. Tot 1969 vervolgde hij studie aan de Universiteit van Edinburgh en sloot deze af als Bachelor of Laws. In de jaren negentig volgde hij verschillende verdiepingscursussen op het gebied van het strafrecht en ook het internationale strafrecht.
Vanaf 1970 werkte hij als advocaat aan verschillende rechtbanken in Lesotho, waaronder het Hof van Beroep. Hij nam uiteenlopende zaken op, op het gebied van zowel het strafrecht als op terreinen van bijvoorbeeld echtscheidingen tot handelsgeschillen binnen het burgerlijk recht. Daarnaast was hij van 1976 tot 1985 seniordocent aan en plaatsvervangend decaan van de juridisch faculteit van de Universiteit van Lesotho.
Vervolgens werd hij in 1993 benoemd tot rechter van het gerechtshof (High Court) van Lesotho. Hier bleef hij aan tot 2001, toen hij aantrad als rechter van het Rwanda-tribunaal in Arusha in Tanzania. Hier kwam hij in zijn eerste jaar, samen met onder meer de rechters William Sekule en Arlette Ramaroson, in opspraak bij mensenrechtengroeperingen, omdat zij een verkrachte getuige zouden hebben uitgelachen. In 2002 werd hij niet herkozen waardoor zijn termijn afliep in 2003.
Maqutu schreef een aantal papers en artikelen die in vakbladen werden gepubliceerd. Verder verschenen er twee boeken van zijn hand.

## Werk
- 1991: Contemporary Constitutional History of Lesotho, Mazenod Printing Works, Lesotho
- 1992: Contemporary Family Law of Lesotho, NUL Publishing House